# BIOS

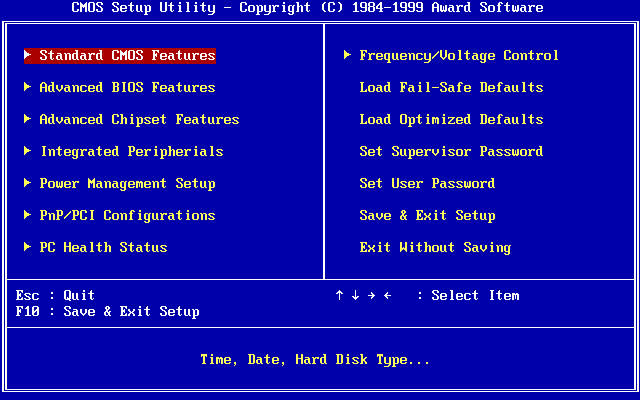
Interfață "BIOS Award" din 1999.

BIOS-ul, pronunțat în engleză /'ba.iəs/, este acronimul expresiei engleze Basic Input/Output System. BIOS este primul software pe care îl rulează un calculator (desktop, laptop, server), atunci când este pornit, atât pentru sistemele cu Windows, cât și cele cu Linux sau computerele Apple. BIOS face legătura între componentele fizice (hardware) și sistemul de operare. 
Succesorul tehnologic al BIOS-ului se numește Unified Extensible Firmware Interface (UEFI), de a cărui dezvoltare se ocupă Unified EFI Forum.

## Istoric
Termenul BIOS a apărut pentru prima dată în sistemul de operare CP/M (Control Program for Microcomputers) elaborat de Gary Kildall în 1975. CP/M a fost primul sistem de operare pentru calculatoare bazate pe procesoare Intel.
Computerele ce rulau CP/M aveau de obicei doar un bootloader simplu în ROM. Versiunile ulterioare precum CP/M, MP/M, Concurent DOS, DOS Plus, Multiuser DOS, System Manager și REAL/32, , au inclus un sistem XIOS (Extended Input/Output System). Majoritatea versiunilor DOS au folosit fișierul IO.SYS, IBMBIO.COM, IBMBIO.SYS sau DRBIO.SYS, numit "DOS BIOS", care este o analogie cu BIOS-ul CP/M.
Odată cu introducerea calculatoarelor PS/2, IBM a divizat BIOS-ul sistemului în mod real și protejat. Porțiunea de mod real oferă compatibilitate cu sistemele de operare existente, cum ar fi DOS, și a fost denumită CBIOS (Compatible BIOS), în timp ce modul protejat a fost numit ABIOS (Advanced BIOS), utilizat pentru sisteme de operare multitasking, cum ar fi OS/2.

## Caracteristici

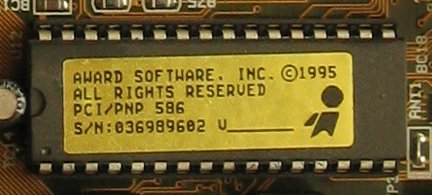
Cip de Award BIOS

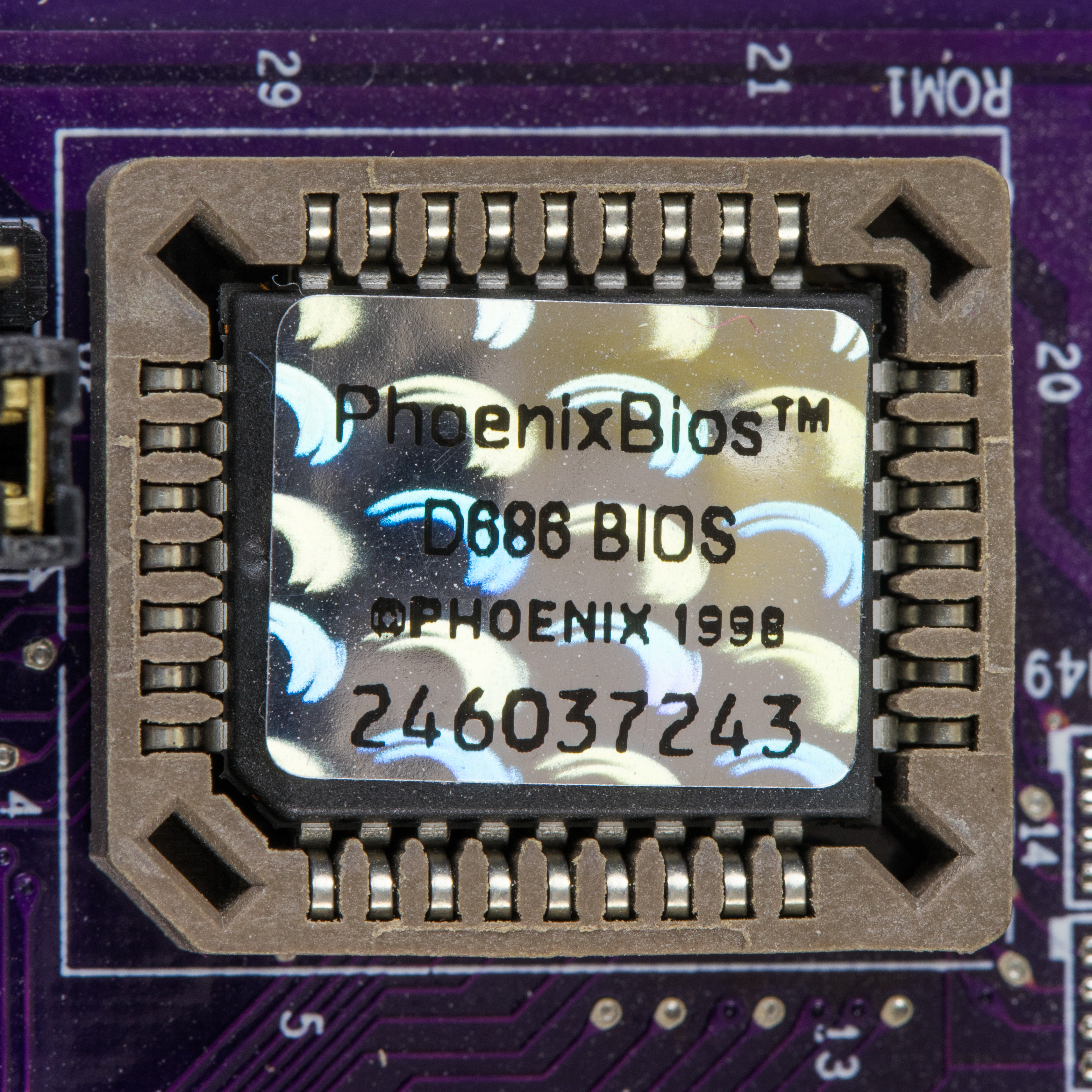
Cip de Phoenix BIOS

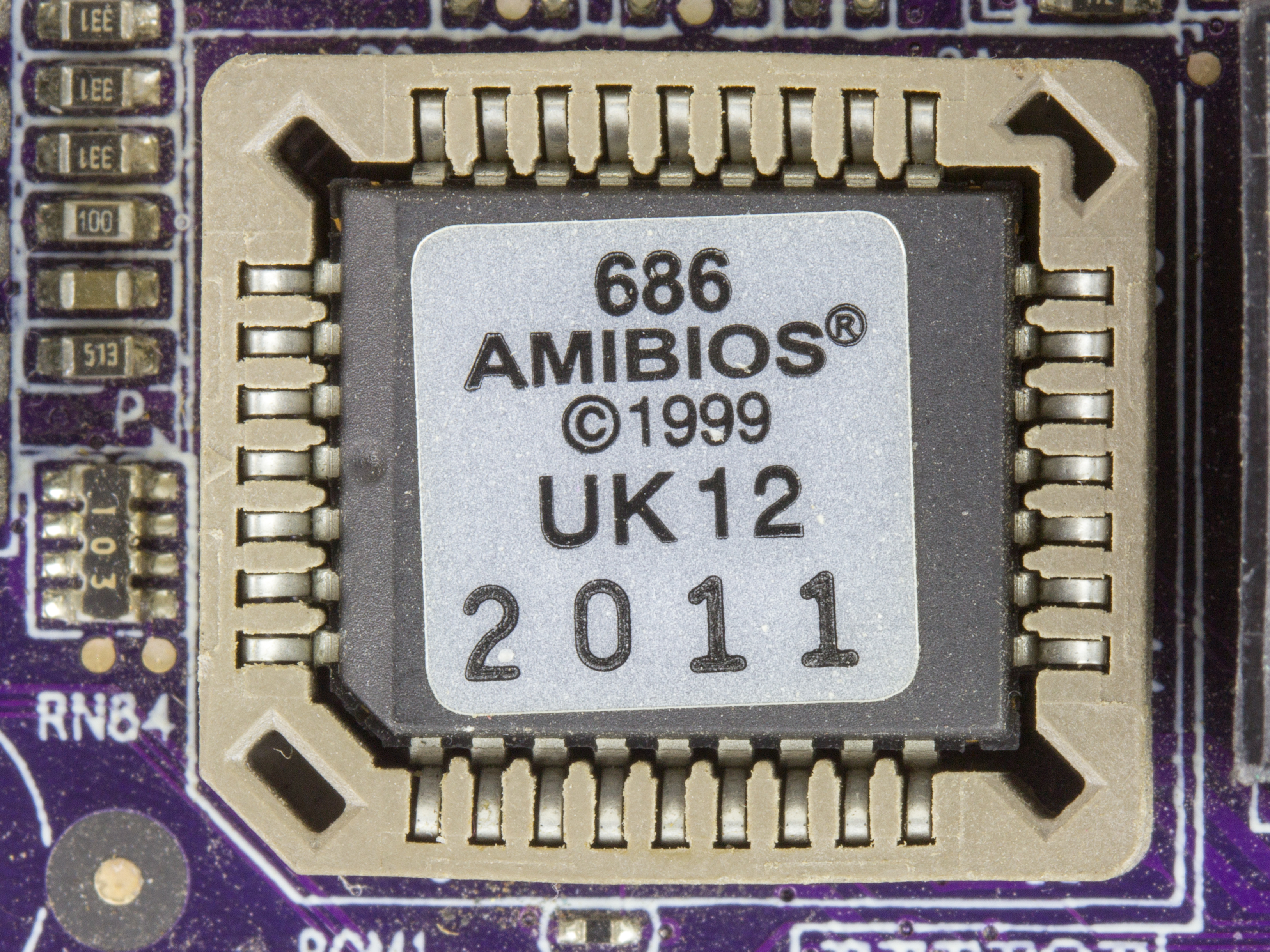
Cip de AMIBIOS

Sistemul de bază de intrare/ieșire BIOS este o interfață între programele sistemului de operare și partea fizică a calculatorului.
Până în jurul anului 1990, BIOS-urile au fost stocate în cipuri simple ROM (Read-Only Memory), al căror conținut nu a putut fi modificat. Datorită complexității lor și a necesității ocazionale de actualizare, ROM-urile au fost înlocuite cu EEPROM (Electrically Erasable Programmable ROM) sau cipuri de memorie flash, al căror conținut poate fi rescris de utilizator. Spre deosebire de cipurile RAM, aceste cipuri își păstrează conținutul chiar și în absența unei surse de alimentare. BIOS-ul este, de obicei, scris în limbajul de asamblare al procesorului utilizat în acel computer. 
BIOS-ul este de obicei stocat într-un chip cu 32 de pini, care poate fi identificat de un autocolant argintiu sau auriu, care arată numele companiei BIOS, (AMIBIOS, AWARD sau Phoenix), și un cod care indică versiunea codului. Dacă are formă dreptunghiulară, se numește un chip DIP (Dual In-line Package). Plăcile de bază mai vechi pot avea chip DIP BIOS cu 28 de pini. Dacă cipul BIOS este pătrat cu conexiuni pe toate cele patru laturi, acesta se află într-un pachet PLCC (Plastic Leaded Chip Carrier).
Un BIOS izolează sistemul de operare și programele din mașină de particularitățile tehnice ale dispozitivelor fizice concrete și permite programatorilor să folosească operații de Intrare/Ieșire în interiorul programelor pe care le creează, fără a lua în seamă adresele dispozitivelor sau caracteristicile tehnice ale masinii. Pentru a fi performant și rentabil, programul trebuie gândit pentru toate tipurile de arhitecturi fizice, pentru a putea fi executat sub orice platformă fizică sau software, condiție numită portabilitate, și care separă limbajele de programare de nivel jos (Asamblare) de cele de nivel înalt (C, C++, Java). 
În afară de aceasta, BIOS-ul asigură un șir de servicii de sistem; de exemplu, permite a se afla dimensiunile memoriei calculatorului personal sau data și ora zilei curente, sau configura modul in care se folosesc dispozitivele fizice în momentul pornirii calculatorului  etc. Se recomandă a se efectua accesul la BIOS nu prin manipulare directă ci prin porturile de Intrare/Ieșire la scrierea atât a programelor de sistem cât și a programelor aplicații. 
Programarea la nivelul BIOS micșorează dependența programelor de schimbarea parametrilor tehnici ai calculatorului și prin aceasta mărește mobilitatea lor. Funcțiile de bază al BIOS–ului se caracterizează prin:
- testarea calculatorului personal la punerea în priză
- asigurarea controlului dispozitivele externe
- servicii de sistem

BIOS-ul îndeplinește trei funcții fundamentale:
1. Verificarea componentelor la pornirea calculatorului (Power On Self-Test sau POST);
2. Încărcarea sistemului de operare de pe discul dur (HDD) în memoria de lucru;
3. Face legătură între sistemul de operare și unele dispozitive fizice, aceasta funcție fiind tot mai rar întâlnită, la sistemele de operare moderne, care preiau funcția după încarcarea lor în memoria de lucru.

BIOS-ul este structurat în următoarele secțiuni majore:
- Standard CMOS Setup
- BIOS Features Setup (Advanced BIOS Features)
- Chipset Features Setup (Advanced Chipset Features)
- Power Management Setup
- PNP/PCI Configuration
- Integrated Peripherals
- Hardware Monitor Setup

## Producători
Câteva dintre companiile producătoare de BIOS-uri sunt: 
- Phoenix Technologies (Award BIOS și Phoenix BIOS) – utilizat în sistemele multi-procesoare, PC-uri și unele plăci de bază produse de Intel.
- Award Software (AwardBIOS) – în 1998, Award Software și Phoenix Technologies au fuzionat.
- American Megatrends (AMIBIOS) – răspândit pe scară largă printre computerele mai vechi, cu plăci de bază ieftine. Versiunile mai noi de AMIBIOS sunt numite "Hi-Flex", datorită înaltei flexibilități a programului de configurare din BIOS. Dintre producători de BIOS, AMI este singurul care produce și propriile plăci de bază.
- Microid Reseach (Mr. BIOS)
- DTK Arhivat în 26 februarie 2009, la Wayback Machine. (Datatech Enterprises), (DTK BIOS)
- Insyde Software Arhivat în 11 octombrie 2018, la Wayback Machine. (Insyde BIOS)
- Open Firmware – utilizat în computerele PowerPC și SPARC Open Firmware, pe arhitecturile PowerPC Reference Platform (PReP) și Common Hardware Reference Platform (CHRP).[7][8]

## Vezi și
- Circuit integrat
- Firmware

## Legături externe
- BIOS Database
- BIOS Central Arhivat în 22 octombrie 2018, la Wayback Machine.
- Phoenix.com
- AMI.com
- Open BIOS
- SeaBIOS